# I Don't Want a Lover
Singles de Texas
Thrill Has Gone
(1989)
Singles par Texas
Inner Smile
(2001) Guitar Song
(2001)
I Don't Want a Lover est le premier single musical du groupe de rock écossais Texas, sorti en janvier 1989, comme le premier extrait de leur premier album, Southside, qui sortira en mars de la même année.
I Don't Want a Lover a rencontré un large succès commercial dans le monde, atteignant le top 10 des meilleures ventes de singles au Royaume-Uni, en Suisse, en Autriche et en Australie. En France, le titre est resté classé durant vingt semaines consécutives dans le Top 50 de juillet à novembre 1989 et atteint jusqu'à la onzième place à la treizième semaine. Aux États-Unis, le succès est toutefois modeste au Billboard Hot 100, mais la chanson est bien classée au Mainstream Rock Tracks et à l'Alternative Songs.

## Titres

### 1989CD single (TEX CD1)
1. I Don't Want a Lover - 5:07
2. Believe Me - 4:00
3. All in Vain - 3:43

### 2001CD1 (MERCD 533)
1. I Don't Want a Lover (2001 Mix) - 4:15
2. Superwrong - 3:58
3. I Don't Want a Lover (Stonebridge Club Remix) - 7:37
4. I Don't Want a Lover (Video) - 4:15

### 2001CD2 (MERDD 533) Ltd Edition
1. I Don't Want a Lover (Live) - 5:33
2. Summer Son (Live) - 4:09
3. Suspicious Minds (Live) - 4:41

- Les chansons ont été enregistrés en concert lors du Greatest Hits tour 2001.

## Classements hebdomadaires
| Classement (1989)                      | Meilleure place |
| -------------------------------------- | --------------- |
| Allemagne (Media Control AG)           | 18              |
| Australie (ARIA)                       | 4               |
| Autriche (Ö3 Austria Top 40)           | 9               |
| Belgique (Flandre Ultratop 50 Singles) | 25              |
| États-Unis (Hot 100)                   | 77              |
| États-Unis (Mainstream Rock)           | 27              |
| États-Unis (Alternative Songs)         | 11              |
| France (SNEP)                          | 11              |
| Nouvelle-Zélande (RMNZ)                | 11              |
| Pays-Bas (Single Top 100)              | 50              |
| Royaume-Uni (Official Charts Company)  | 8               |
| Suisse (Schweizer Hitparade)           | 3               |